# Dipartimento di Lago Buenos Aires
Lago Buenos Aires è un dipartimento collocato a nord della provincia argentina di Santa Cruz, con capoluogo Perito Moreno.

## Confini
Confina a nord con la provincia di Chubut, a est con il dipartimento di Deseado, a sud con il dipartimento di Río Chico e a ovest con il Cile. Esso prende il nome dal lago omonimo situato nel dipartimento.

## Società

### Evoluzione demografica
Secondo il censimento del 2010, su un territorio di 28.609 km², la popolazione ammontava a 8.750 abitanti, con un aumento del 40,6% rispetto al censimento del 2001.
Abitanti censiti

## Amministrazione
Il dipartimento è suddiviso in 2 comuni (municipios in spagnolo):
- Los Antiguos
- Perito Moreno